# Cor van den Brink (acteur)
Cor van den Brink (Doetinchem, 23 mei 1942 - Goes, 5 juni 2001) was een Nederlands acteur, die vooral bekend was van zijn rol als vader Ingmar Quant (I.Q.) in de populaire jeugdserie Q & Q.

## Filmografie
- De heks van Haarlem (1970) (televisiefilm)
- Grote Klaas en kleine Klaas (1974) (televisiefilm)
- Q & Q (1974-1976) (televisieserie)
- Klaverweide (1975) (televisieserie)
- Gekkenbriefje (1981)